# 헤일리 더프
헤일리 더프(영어: Haylie Duff, 1985년 2월 9일 ~ )는 미국의 배우, 가수이다.

## 출연 작품
- 뱃지 오브 아너 (2015)
- 히스 시크릿 패밀리 (2015)
- 어 벨 포 크리스마스 (2014)
- 머핀 탑: 어 러브 스토리 (2014)
- 더 코스튬 샵 (2014)
- 크리스마스 벨 (2013)
- All About Christmas Eve (2012)
- Home Invasion (2012)
- 푸드파이트! (2012)
- 홀리데이 인게이지먼트 (2011)
- 비디오 걸 (2011)
- 어 내니스 시크릿 (2009)
- 러브 파인즈 어 홈 (2009)
- 피어 아일랜드 (2009)
- 죽음의 숲 (2008)
- 마이 섹시스트 이어 (2007)
- 머터리얼 걸스 (2006)
- 디쉬독즈 (2005)
- 펭귄 나라 산타클로스 (2004)
- 나폴레옹 다이너마이트 (2004)
- 아이 러브 유어 워크 (2003)
- 아담스 패밀리 3 (1998)

### 텔레비전
- 시카고 메디컬 (2000)
- 리지의 사춘기 (2002-03)
- 조안 오브 아카디아 (2005)
- 제7의 천국 (2005-07)